# Horst Kohl (Historiker)
Horst Ernst Arminius Kohl (* 19. Mai 1855 in Waldheim; † 2. Mai 1917 in Leipzig) war ein deutscher Pädagoge und Historiker.

## Leben
Horst Kohl besuchte von 1861 bis 1868 die höhere Bürgerschule in Chemnitz und gleichzeitig ab 1864 das dortige Progymnasium. Von Ostern 1868 bis 1872 war er Schüler des Gymnasiums in Zwickau und wechselte dann auf das Gymnasium in Chemnitz, wo er das Reifezeugnis erwarb. Ab 1874 studierte er Philologie und Geschichte an der Universität Leipzig und in Berlin. Er promovierte 1876 an der Philosophischen Fakultät der Universität Leipzig unter seinem Lehrer Georg Voigt über das Thema Zehn Jahre gotischer Geschichte vom Tode Theoderich's des Großen bis zur Erhebung des Vitigis und bestand 1877 das Staatsexamen. Nach Absolvierung der Probezeit an der Nikolaischule in Leipzig und einer Lehrerstelle an der Realschule in Chemnitz wurde er ab Ostern 1880 Oberlehrer am Königlichen Gymnasium in Chemnitz und erhielt 1896 den Titel Professor. 1903 wechselte Kohl an das Königin-Carola-Gymnasium nach Leipzig, wo er ab 1906 als Konrektor und ab 1911 als Studienrat tätig war.
Als Historiker war er von 1876 bis 1877 wissenschaftlicher Mitarbeiter an den Monumenta Germaniae Historica. Danach befasste sich vor allem mit der Geschichte des 19. Jahrhunderts, insbesondere mit Fürst Bismarck und publizierte mehrfach über diesen. Nach dessen Entlassung 1890 diente Kohl Bismarck zeitweilig als publizistischer Mitarbeiter.

## Ehrungen
Nach ihm wurde eine Straße im Bismarckviertel von Berlin-Steglitz benannt.

## Schriften (Auswahl)
- Annalen der deutschen Geschichte im Mittelalter. (Teil 2–3) Buchhandlung des Waisenhauses, Halle aan der Saale 1885–1898 (Digitalisat).
- Lehrbuch der Geschichte für die obern Klassen der Gymnasien und zum Selbststudium, Teil 2, Abteilung 4, 1. Hälfte. B. G. Teubner, Leipzig 1884 (Digitalisat).
- Die Reden des Abgeordneten von Bismarck-Schönhausen 1847–1852. Cotta, Stuttgart 1892.
- Bismarcks Briefe an den General Leopold v. Gerlach. Häring, Berlin 1896 (Digitalisat bei Google Books); Nachdruck: De Gruyter, Berlin 2020, ISBN 978-3-11-238519-7.
- Denkwürdige Tage aus dem Leben des Fürsten Bismarck. Eine Zeittafel zur Geschichte des ersten deutschen Reichskanzlers. Pahl’sche Buchhandlung, Leipzig 1898.
- Wegweiser durch Bismarcks Gedanken und Erinnerungen. Göschensche Verlagsbuchhandlung, Leipzig 1899 (Digitalisat im Internet Archive).
- Thomas Platter. Ein Lebensbild aus dem Jahrhundert der Reformation. Voigtländer, Leipzig 1912.
- Briefe des Generals Leopold von Gerlach an Otto von Bismarck. Cotta, Stuttgart 1912.
- Blüchers Zug von Auerstedt bis Ratkau und Lübecks Schreckenstage (1806). Voigtländer, Leipzig 1912 (Digitalisat).
- Die Begründung des Deutschen Reichs in Briefen und Berichten der führenden Männer. Voigtländer, Leipzig 1912 (Digitalisat).
- Deutschlands Einigungskriege 1864–1871 in Briefen und Berichten der führenden Männer, Teil 1-3. Voigtländer, Leipzig 1912 (Digitalisat).
- Der Untergang des alten Preußen (Jena und Auerstedt). Quellenberichte. Voigtländer, Leipzig 1913.